# بسام طعمة
بسام طعمة مهندس نفط وسياسي سوري شغل منصب وزير النفط والثروة المعدنية في حكومتي حسين عرنوس الأولى والثانية من 30 آب 2020 إلى 29 آذار 2023.

## نُبذة
وُلِدَ في دريكيش زريب في صافيتا، وحاصل على بكالوريوس هندسة البترول من جامعة حمص (جامعة البعث سابقًا) عام (1993)، شغل منصب مدير المؤسسة العامة للنفط منذ العام 2018، إضافة لمنصبه كمعاون مدير عقود الخدمة في المؤسسة ذاتها ما بين (2009 و2020)، ومعاون مدير التخطيط في المؤسسة العامة للغاز بين (2005 و2009)، ورئيس دائرة تجميع وإنتاج النفط بين (2004 و2005)، ومهندس إنتاج رئيسي في شركة ديزاغاز ليمتد بين (2002 و2004)، ومدير معمل النجيب للغاز التابع للشركة السورية للنفط بين (1998 و2002)، ومهندس إنتاج في نفس الشركة (1993 و1998).